# Coxeter-getal
In de groepentheorie, een deelgebied van de wiskunde, drukt een coxeter-getal {\displaystyle h} de orde van een coxeter-element uit van een onherleidbare coxeter-groep, dus ook van een wortelsysteem of haar Weyl-groep. Het getal is naar HSM Coxeter genoemd.